# Megastylus artus
Megastylus artus är en stekelart som beskrevs av Dasch 1992. Megastylus artus ingår i släktet Megastylus och familjen brokparasitsteklar. Inga underarter finns listade i Catalogue of Life.